# K. Karunakaran
Kannoth Karunakaran (5 de julho de 1918 - 23 de dezembro de 2010) foi um político indiano, do estado de Kerala. Ele foi Ministro das Indústrias do Governo da Índia.
Karunakaran foi uma das pessoas mais influentes na política de Kerala durante várias décadas e era carinhosamente chamado de "Líder" por ativistas do Congresso.